# Armenia en los Juegos Paralímpicos de Pekín 2008
Armenia estuvo representada en los Juegos Paralímpicos de Pekín 2008 por una deportista femenina. El equipo paralímpico armenio no obtuvo ninguna medalla en estos Juegos.